# Бупрестоидные
Бупрестоидные (лат. Buprestoidea) — надсемейство жуков из инфраотряда элатериформные (Elateriformia). Около 15 000 видов.

## Описание
Яркоокрашенные и красивые блестящие жуки. Размер тела от 3 мм до 10 см.

## Классификация
По данным исследования филогеномики и палеонтологии, проведённого в 2022 году Бупрестоидные включают 2 современных семейства.
На территории России надсемейство Buprestoidea представлено одним семейством Buprestidae.
- Семейство Buprestidae (Златки). В России — 304 вида. Источник оценки: М. Г. Волкович [1995].
- Семейство Schizopodidae LeConte, 1859